# Karen Farrell
Karen Farrell (Glasgow, 24 de abril de 1962) es una jugadora australiana de baloncesto en silla de ruedas, que ganó dos medallas de plata en los Juegos Paralímpicos.

## Vida personal
Nació en Glasgow, Escocia. Farrell es de Sídney. Quedó parapléjica a los quince años, cuando un coche en el que iba de pasajera se salió de la carretera después de intentar pasar un camión. En el momento del accidente, no llevaba puesto el cinturón de seguridad y sufrió lesiones en la espalda, cabeza y cuello. Los demás pasajeros del coche que llevaban puesto el cinturón de seguridad sufrieron lesiones mucho menos graves. Cuando no está compitiendo, trabaja como Consultora de Tecnología de la Información.

## Baloncesto en silla de ruedas
Farrell es una atleta del Instituto de Deportes de Nueva Gales del Sur. Ha sido miembro del equipo estatal de baloncesto femenino de Nueva Gales del Sur y ha competido en los campeonatos nacionales. En 2001, fue becaria del Instituto Australiano del Deporte.  En 2000, también fue patrocinada por la Autoridad de Accidentes de Motor de Nueva Gales del Sur.

## Equipo nacional
Fue miembro del equipo nacional de Australia en 1994. Ese año y en 1998, formó parte del equipo australiano que terminó tercero en el torneo de la Copa de Oro. Ganó dos medallas de plata como parte del equipo nacional femenino de baloncesto en silla de ruedas de Australia en los Juegos Paralímpicos de Sídney 2000 y de Atenas en 2004.

## Club de baloncesto
En 2008, Farrell jugó en su club de baloncesto de la Liga Nacional de Baloncesto en Silla de Ruedas Femenina (WNWBL) de los Hills Hornets.  Entre sus compañeras de equipo se encontraba Liesl Tesch, que estaba en el mismo equipo que Farrell cuando obtuvieron sus medallas paralímpicas de 2000 y 2004.

## Reconocimiento
En 2008, Farrell recibió el Premio al Mérito de Baloncesto de Australia.